# Bobb'e J. Thompson
Bobb'e Jacques Thompson  (nacido el 28 de febrero de 1996) es un actor estadounidense. Es conocido por interpretar a Tracy Jr. en 30 Rock, Stanley en That's So Raven, Ronnie Shields en Role Models, Jimmy Mitchell en la serie de corta duración de la NBC, The Tracy Morgan Show durante una temporada de 2003-2004, su aparición en anuncios de PlayStation Portable, y por ser el presentador de su propia serie de televisión Bobb'e Says, la cual se estrenó en el bloque CN Real de Cartoon Network, pero fue cancelada debido a baja audiencia. Thompson tuvo un papel recurrente en la serie de éxito Tyler Perry's House of Payne. Con cinco años de edad, interpretó la canción del rapero Bow Wow "Bow Wow (That's My Name)", en un show presentado por Steve Harvey. El vídeo fue subido a YouTube y tiene más de 3 millones de visitas. Actualmente tiene un papel como M.J. Williams en Tyler Perry's For Better or Worse. 

## Filmografía
| Película                          | Película                                                | Película                           | Película                                         |
| Año                               | Película                                                | Papel                              | Notas                                            |
| --------------------------------- | ------------------------------------------------------- | ---------------------------------- | ------------------------------------------------ |
| 2004                              | Full Clip                                               | Stokley                            | Apoyando función                                 |
| 2004                              | My Baby's Daddy                                         | Lil' Tupac                         | Apoyando función                                 |
| 2004                              | El espantatiburones                                     | Shortie #1                         | Voz                                              |
| 2004                              | Cellular                                                | Lil' Rapper                        | Cameo (Enunciado cuando Bobbe'J Turner-Thompson) |
| 2006                              | Idlewild                                                | Young Gallo                        | Apoyando función                                 |
| 2007                              | Fred Claus                                              | Samuel "Portazo" Gibbons           | Apoyando función                                 |
| 2008                              | Of Boys and Men                                         | Poco D                             | Apoyando función                                 |
| 2008                              | Columbus Day                                            | Antoine                            | Función principal                                |
| 2008                              | Role Models                                             | Ronnie Escudos                     | Función principal                                |
| 2009                              | Land of the Lost                                        | Niño de Fosas del alquitrán        | Cameo (no acreditado)                            |
| 2009                              | Imagine That                                            | Fo Fo Figgley Niño                 | Hablando Cameo                                   |
| 2009                              | Cloudy with a Chance of Meatballs                       | Cal Deveraux                       | Apoyando función                                 |
| 2010                              | Snowmen                                                 | Howard Garvey                      | Función principal                                |
| 2010                              | Knucklehead                                             | Loco Hilton                        | Apoyando función                                 |
| 2014                              | Wish Wizard                                             | Fredrick Shaffer                   |                                                  |
| 2014                              | School Dance                                            | Jason Jackson                      | Función de ventaja                               |
| 2015                              | Yo, él y Raquel                                         | Derrick                            | Apoyando Función                                 |
| Películas para televisión         |                                                         |                                    |                                                  |
| Año                               | Título                                                  | Función                            | Notas                                            |
| 2004                              | Snow                                                    | Hector                             |                                                  |
| 2006                              | Behind the: The Unauthorized Story of Diff esnt Strokes | Gary Coleman                       |                                                  |
| Televisión                        |                                                         |                                    |                                                  |
| Año                               | Título                                                  | Función                            | Notas                                            |
| 2003–2004                         | The Tracy Morgan Show                                   | Jimmy Mitchell                     | Función principal                                |
| 2003–2005                         | Steve Harvey's Big Time Challenge                       | Él                                 | Función principal                                |
| 2004–2006                         | That's So Raven                                         | Stanley                            | Recurring Función                                |
| 2011–2012                         | Tyler Perry's House of Payne                            | Deshawn Spears                     | Recurring Función                                |
| Apariciones en televisión         |                                                         |                                    |                                                  |
| Año                               | Título                                                  | Función                            | Notas                                            |
| 2002                              | My Wife and Kids                                        | Tiburón                            | (1 episodio)                                     |
| 2003                              | Doggy Fizzle Televizzle                                 | Hijo más joven en el Ramo Trenzado | (1 episodio)                                     |
| 2004                              | Whoopi                                                  | Dante                              | (1 episodio)                                     |
| 2005                              | Joey                                                    | Kenny                              | (1 episodio)                                     |
| 2007                              | Just Jordan                                             | Ganso                              | (2 episodios)                                    |
| 2007–2008                         | Human Giant                                             | Él                                 | (5 episodios)                                    |
| 2008–2009                         | 30 Rock                                                 | Tracy Jr.                          | (3 episodios)                                    |
| 2008                              | Cory en la Casa Blanca                                  | Stanley                            | (1 episodio)                                     |
| 2009                              | In the Motherhood                                       | Dakota                             | (1 episodio)                                     |
| 2009                              | Bobb'e Says                                             | Él                                 | (6 episodios)                                    |
| 2010                              | True Jackson, VP                                        | Nate                               | (1 episodio)                                     |
| 2010                              | The Boondocks                                           | Lamilton Taeshawn                  | (1 episodio)                                     |
| 2010                              | Dude, What Would Happen                                 | Él                                 | (2 episodios)                                    |
| 2011                              |                                                         |                                    |                                                  |
| Hall of Game Awards               | Él                                                      | (1 Episodio)                       |                                                  |
| Let's Stay Together               | Paciente de función                                     | (1 Episodio)                       |                                                  |
| Are We There Yet?                 | Jason                                                   | (1 Episodio)                       |                                                  |
| Tyler Perry's For Better or Worse | M.J. Williams                                           | (6 episodios)                      |                                                  |
| 2013                              | Elemental                                               | Teddy                              | (1 episodio)                                     |
| 2013                              | Supah Ninjas                                            | Mosca de sombra                    | (1 episodio)                                     |
| 2014                              | Tyler Perry's For Better or Worse                       | M.J Wiliams                        | (6 episodios)                                    |